# Rolls-Royce Wraith (2013)
De Rolls-Royce Wraith is een tweedeurs coupé ontwikkeld door het Britse automerk Rolls-Royce. De Wraith werd in 2013 gepresenteerd als een nieuw model naast de Rolls-Royce Ghost – in feite is het een coupéversie van de Ghost. De auto staat op een basisprijs van € 257.730,- in Nederland. De auto beschikt over dezelfde 6,6-liter V12-biturbo uit de Ghost en levert 563 pk (420 kW).
Huidige modellen:
Ghost ·
Spectre ·
Phantom VIII ·
Cullinan

Recente modellen:
Wraith ·
Dawn ·
Phantom VII · 
Silver Seraph ·
Corniche 2000 ·
Phantom Coupé ·
Phantom Drophead Coupé

Historische modellen na de Tweede Wereldoorlog:
Silver Wraith ·
Silver Dawn ·
Phantom IV ·
Phantom V ·
Phantom VI ·
Silver Cloud ·
Silver Shadow ·
Corniche I-IV ·
Silver Spirit/Silver Spur I-IV ·
Camargue

Historische modellen voor de Tweede Wereldoorlog:
10 HP ·
Silver Ghost ·
20/25/30 HP ·
Phantom I ·
Phantom II ·
Phantom III ·
Wraith

Conceptauto's:
100EX ·
101EX ·
200EX